# Gledény
Gledény (románuk Gledin) település Romániában, Beszterce-Naszód megyében.

## Fekvése
Tekétől északkeletre, Szászrégentől északra, Monorfalva és Sajófelsősebes közt fekvő település. Áthalad rajta a MÁV által épített Szeretfalva–Déda-vasútvonal, a település közelében található a vonal két alagútja (a hosszabb kb. 900 méter, a rövidebb kb. 500 méter hosszú).

## Története
Gledény nevét az oklevelek 1319-ben említették először Geledun néven. 1332-ben Kledyn, később Gledino, Cladino, Gladino, Gledino neveken említették.
Gledén egykor a régeni uradalom tartozéka és a Losonciak birtoka volt. A Tomaj nemzetséghez tartozó Losonczi Dénes fiainak osztozásakor Istvánnak jutott.
Az 1332-es pápai tizedjegyzékben 1 lat=4 báni, 1335-ben 6 garas pápai tizedet fizetett.
Az 1910-es népszámlálási adatok szerint Gledénynek 962 lakosa volt, ebből 10 német, 905 román, 47 cigány volt. Ebből 948 görögkatolikus, 10 izraelita volt.